# Алтайский горный округ

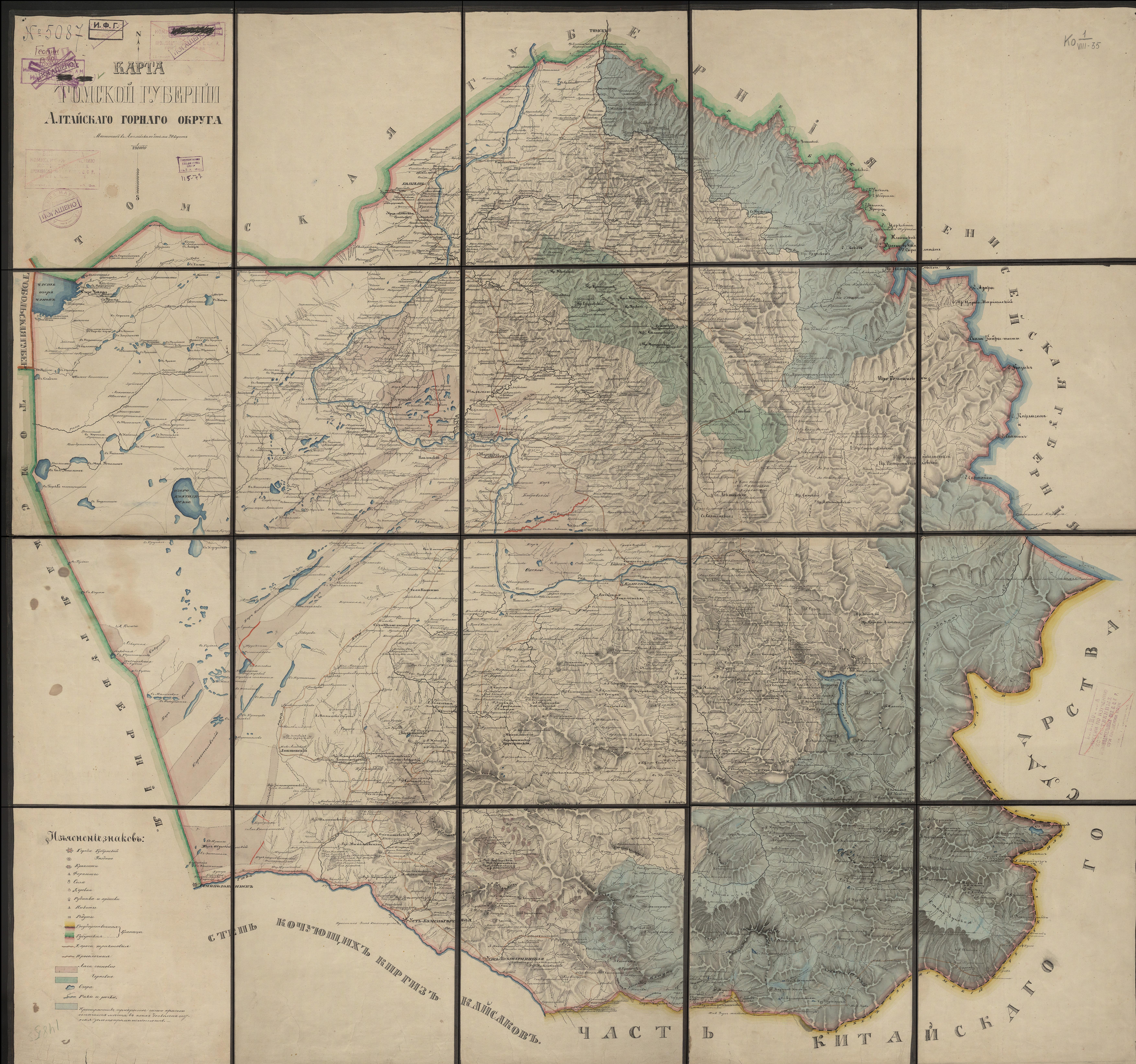
Карта Алтайского горного округа Томской губернии

Алта́йский го́рный о́круг (также известный как Императорская Канцелярия Колывано-Воскресенских горных заводов) — существовавшая в 1834—1896 годах крупная административно-территориальная структура Российской империи, занимавшая значительную территорию на юге Западной Сибири (формально — в составе Томской губернии). Округ располагался в пределах ныне существующих административных единиц России (Алтайский край, Новосибирская, Кемеровская, Томская области, Республики Алтай и Хакасия) и Восточно-Казахстанской области Республики Казахстан. Он принадлежал к разряду ведомственных территориальных образований и входил в состав более крупных административных единиц Сибири. С 1747 года по 1890-е годы Алтайский горный округ был самым крупным в России центром по добыче благородных металлов.

## История образования
Активное освоение русскими переселенцами Сибири в целом и Алтая в частности началось во второй половине XVII века. Горное дело на Алтае возникло в 1723 году по инициативе Акинфия Демидова, основавшего здесь Колыванский завод (1726) и Змеиногорский рудник (1737). Первоначально, округ именовался по названию старейшего завода — Колывано-Воскресенским. После смерти Демидова в 1745 году произошла смена собственника заводов — Алтай перешёл во владение царской семьи Романовых, а рудники и заводы округа перешли к Кабинету Министров.

## Производство

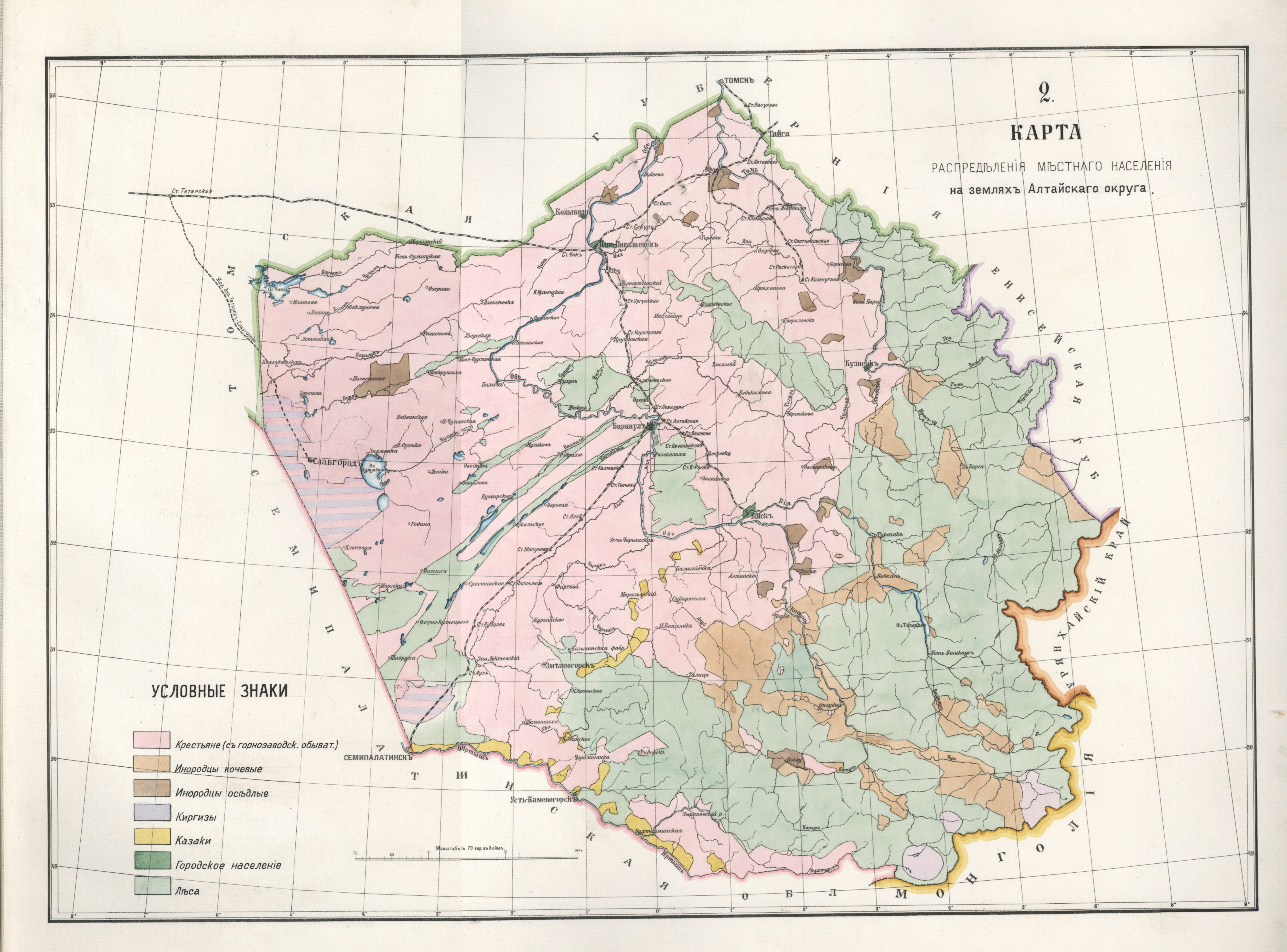
Карта народонаселения Алтайского округа в начале XX века

В число металлургических предприятий округа входили: Колыванский (1729—1766, 1790—1799), Барнаульский (1744—1893), Павловский (1765—1893), Локтевский (1789—1893), Гавриловский (1795—1897), Змеёвский (1805—1893), Алейский (1775—1799), Ирбинский железоделательный завод (1759—1770), Томский железоделательный завод (1771—1864), Гурьевский (1816) и Сузунский (1766—1914) заводы.
Богатейшим серебряным рудником России в XVIII веке считался Змеиногорский рудник. Выплавка серебра на Алтае росла с 44 пудов в 1745 году до рекордного показателя в 1277 пудов в 1772 году. В дальнейшем, до середины XIX века ежегодно выплавлялось до 1000 пудов, после чего производство снизилось до 479 пудов в 1891—1893 годах.
В 1766—1847 годах на Сузунском заводе функционировал монетный двор, специализировавшийся на выпуске сибирской (1766—1781) и общероссийской (с 1781) медной монеты.
Особое место в промышленности округа занимали камнерезные заводы: Локтевская шлифовальная мельница (1786—1800) и Колыванская шлифовальная фабрика (1802 год).
Со второй трети XIX века к алтайским промышленным объектам (в этот период входивших в административно-территориальный состав Томской губернии) относились казённые золотоносные промыслы и прииски: Царево-Николаевский, Успенский, Терсинский, Егорьевский, Пезаский, Мунгатский, Бельсинский, Урский, Мрасские и другие. Среднегодовые показатели добычи россыпного золота в округе варьировались от 8 пудов в 1830—1835 и 1883—1891 годах до 40 пудов в 1851—1857 годах.
Главными поставщиками серебряной руды для Колывано-Воскресенских заводов являлись Змеиногорское, Зыряновское, Салаирские и Риддерское месторождения. Со второй половины XIX века канцелярией Алтайского горного округа также маркировалось всё товарное золото, привозное по Оби и Обь-Енисейским каналом со всех приисков Томского и иных уездов Томской губернии, а также чулымских и енисейских приисков Ачинского и Енисейского уездов Енисейской губернии. Такая сложно-организованная доставка золота до государственной маркировки алтайскими казёнными заводами привела к развитию раннего буржуазного предпринимательства в Сибири, к бурному развитию Томского Обского пароходства, а в самом конце XIX века — и к созданию в Южной Сибири развитой инфраструктуры Томской железной дороги.
После отмены крепостного права в 1861 году стало невозможно использовать дешевый принудительный труд приписных крестьян. Кроме того, истощились запасы руды.
Барнаульский, Локтевский, Змеевский и Павловский сереброплавильные заводы были закрыты в 1893 году из-за невозможности поддерживать экономически эффективную выплавку серебра.

## Управление
После лишения наследников Акинфия Демидова прав на предприятия цветной металлургии Верхнего Приобья они поступили под управление центрального учреждения — Кабинета Её Императорского Величества. С 1748 года в Барнауле находились органы управления горным округом: Канцелярия Колывано-Воскресенского горного начальства (Горная канцелярия). Во главе её стоял главный командир заводов, который назначался монархом и являлся высшим должностным лицом в округе.
В 1747 году, после перехода демидовских предприятий на Алтае в ведение царского Кабинета, первым главным командиром Колывано-Воскресенских заводов был назначен генерал-майор Андреас Бенедиктович Беэр.
Непосредственное управление производством сосредоточивалось в горных конторах. Окончательный набор из 8 горных контор сложился на Алтае в конце XVIII — начале XIX веков (Барнаульская, Змеиногорская, Салаирская, Павловская, Сузунская, Локтевская, Томская и Колыванская), когда прекратили существование Колыванский, Алейский заводы и вступила в действие Колыванская шлифовальная фабрика. В ведении контор находилось население горных и заводских посёлков, состоявшее из горной администрации, мастеровых и работных людей, купцов, посадских, цеховых, разночинцев.
Временной отрезок с 1830 по 1855 год в истории Алтая известен как период аренды Алтайского горного округа Министерством финансов (формально — на территории Томской губернии). Соответствующий указ оформил арендные отношения между Кабинетом и Министерством финансов на неопределенный срок. В 1830 году алтайские предприятия на условиях аренды переданы в подчинение Департамента горных и соляных дел Министерства финансов России. Аренда продолжалась до 1855 года. Передача Колывано-Воскресенских заводов П. К. Фроловым Бегеру Ф. Ф. в 1830 году имела существенную особенность: через эту стандартную процедуру Министерство финансов входило в непосредственное управление округом. В том же 1830 году была введена должность горного начальника, ответственного за текущие дела в округе. Он считался «местным хозяином заводов», обязанным вникать во все подробности управления производством и людьми. Горный начальник значительно чаще, чем главный, председательствовал в Горном правлении, возглавлял в период его отсутствия Горный совет, наблюдал за успешным течением дел во всех подразделениях окружного управления, осуществлял систематические ревизионные поездки по горнозаводским центрам. Главной целью инспекционных проверок было стремление добиться слаженной работы всех учреждений округа по выполнению годового наряда производства цветных и черных металлов. За томским губернатором, в должности главного начальника заводов, оставлено общее руководство промышленностью и надзор за деятельностью горной администрации. Для успешного ведения дел при нём была открыта особая канцелярия. Почти все главные начальники периода 1830—1855 гг. (Е. П. Ковалевский (1830—1836), А. Н. Шленёв (1836—1838), Ф. Ф. Бегер (1838—1840), С. П. Татаринов (1840—1846), П. П. Аносов (1847—1851)) зарекомендовали себя или выдающимися новаторами, или умелыми организаторами производства, или тем и другим одновременно. Упразднение должности главного начальника Алтайских заводов произошло по указу от 5 апреля 1864 года, а горный начальник стал именоваться начальником горного округа.
С 1822 года по 1863 год горный начальник округа был наделен полномочиями томского гражданского губернатора.
С 1831 года Министерство финансов возложило на главного начальника Колывано-Воскресенских заводов и Горного правление отвод площадей под прииски и надзор за частными предпринимателями в Западной Сибири, Ачинском, Минусинском, с 1838 года — Красноярском округах Восточной Сибири. Оно поручило Барнаульской золотосплавочной в 1835 году осуществлять сплав и апробирование золота частных лиц со всех сибирских промыслов. С 1842 года дела по частным приискам выделены в специальный стол Алтайского горного правления. В 1856 для них создано особое 5 отделение при Горном правлении.
Ближайший местный надзор за золотопромышленниками был сосредоточен у трёх ревизоров из числа горных чиновников. В 1834 году на Алтае учреждено специализированное управление казёнными промыслами, глава которого находился на положении управляющего горной конторы. В 1888 году отделение частных золотых промыслов при начальнике Алтайского горного округа упразднено. Для заведования золотыми промыслами в Западной Сибири и Степном генерал-губернаторстве учреждено специализированное управление в Томске с подчинением Министерству государственного имущества.
Исторически сложившаяся особая территориально-экономическая инфраструктура Барнаульского и соседних с ним уездов активно дискутировалась в высших руководящих кругах страны, в итоге 17 (30) июня 1917 года Временным правительством России (министр-председатель — Г. Е. Львов) они были выведены из состава Томской губернии во вновь образованную Алтайскую губернию.

## Культура
На территории АГО развился особый горнозаводской фольклор, первооткрывателем которого стал Александр Александрович Мисюрев («алтайский Бажов»). Его фольклорные сборники, изданные впервые в 1930-х, приобрели известность и переиздавались (Легенды и были. Фольклор старых горнорабочих Юж. и Зап. Сибири. [Предисл. М. Азадовского], 2 доп. изд., Новосиб., 1940; Предания и сказы Зап. Сибири, Новосиб., 1954 и т. д.).

## Объекты наследия

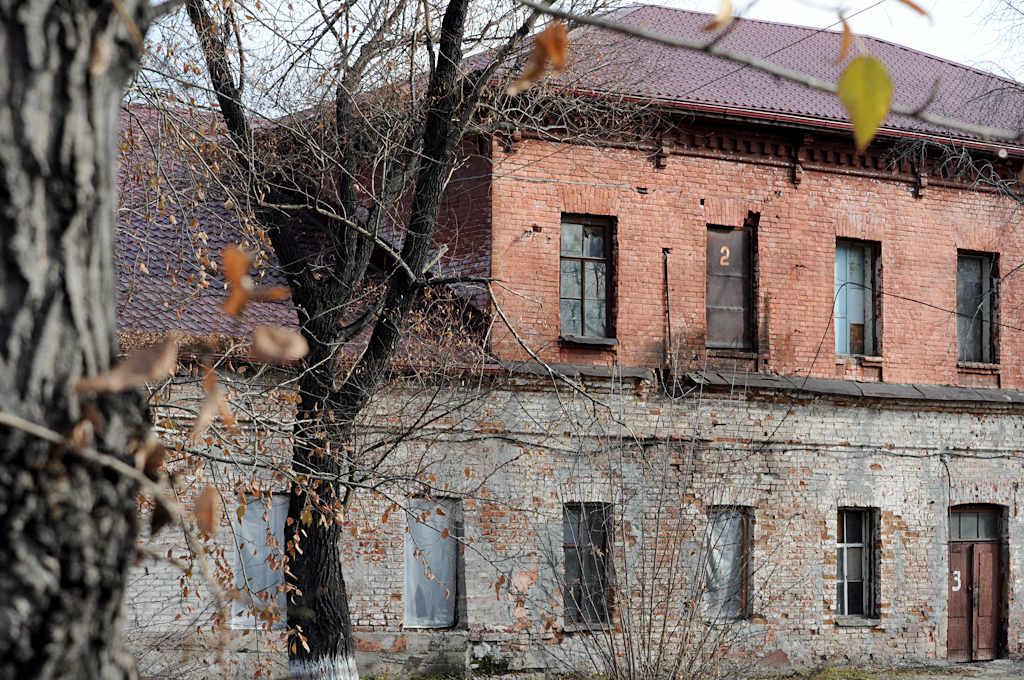
Заводоуправление Барнаульского завода

На сегодняшний день сохранились производственные здания и сооружения (восемь объектов) лишь Барнаульского завода, который признан памятником федерального значения. Павловский завод находится в руинированном состоянии. От Алейского, Змеевского и Локтевского заводов остались только фундаменты и горы отработанных шлаков.